# Trastorno por déficit de atención con hiperactividad
El trastorno por déficit de atención con hiperactividad (conocido por sus siglas, TDAH) es un trastorno del neurodesarrollo. Se diagnostica frecuentemente en la infancia y suele persistir en la edad adulta. Se caracteriza por inatención (fallos en la regulación de la atención, distracción moderada a grave, períodos de atención breve o excesiva), hiperactividad (inquietud principalmente mental, no en todos los subtipos) y comportamiento impulsivo (inestabilidad emocional y conductas impulsivas, incluyendo la inquietud motora) que produce problemas en múltiples áreas de funcionamiento, dificultando el desarrollo social, emocional y cognitivo de la persona que lo padece. Una característica común, y que parece ser contraria al nombre del trastorno, es la capacidad de hiperfoco o hiperconcentración, debido a que las personas con TDAH poseen una atención ligada a factores motivacionales, no conscientes, y pueden prestar atención excesiva a aquello que les proporciona recompensa inmediata.
Tiene una respuesta muy alta al tratamiento en el corto plazo, aunque existe debate en cuanto a los beneficios terapéuticos en el largo plazo.
Suele acompañarse de tasas elevadas de comorbilidad, de tal modo que es más habitual encontrar en la misma persona más de un trastorno que formas puras del mismo. Se puede asociar con el trastorno negativista desafiante y otros trastornos del comportamiento, así como con trastornos del estado de ánimo, trastorno de disregulación disruptiva del estado de ánimo, ansiedad, trastornos del espectro autista o trastorno del desarrollo del aprendizajeEn la edad adulta son frecuentes, además de los anteriores, los trastornos por consumo de sustancias y los trastornos de personalidad.
Históricamente, este trastorno ha recibido distintas denominaciones, aunque ya algunas de las primeras descripciones y explicaciones teóricas mostraban gran similitud con lo que actualmente denominamos TDAH. La denominación actual ha sido cuestionada y se ha intentado cambiarla numerosas veces, ya que contribuye al estereotipo de que las personas que lo padecen no pueden prestar atención (o pueden prestar menos atención) y/o son inevitablemente hiperquinéticas. La dificultad atencional en TDAH es de regulación (dirigir la atención a voluntad), no de capacidad, y la hiperactividad mental es más frecuente que la física.
Según el Manual diagnóstico y estadístico de los trastornos mentales (DSM-IV): «Habitualmente, los síntomas empeoran en las situaciones que exigen una atención o un esfuerzo mental sostenidos o que carecen de atractivo o novedad intrínsecos (p. ej., escuchar al maestro en clase, hacer los deberes, escuchar o leer textos largos que no son de sus gustos, o trabajar en tareas monótonas o repetitivas)».
Con la publicación de la versión más reciente del Manual diagnóstico y estadístico de los trastornos mentales (DSM-5) se introduce un cambio con respecto al límite de la edad de inicio de los síntomas de inatención o hiperactivo-impulsivos, que se retrasa de los 7 años (en el DSM-IV) a los 12 años (en el DSM-5).

## Historia
Sir Alexander Crichton describe la «inquietud mental» en su libro Una investigación sobre la naturaleza y el origen del trastorno mental escrito en 1798. Hizo observaciones sobre los niños que mostraban signos de falta de atención y que tenían «inquietudes». La primera descripción clara del TDAH se le atribuye a George Still en 1902 durante una serie de conferencias que dio en el Royal College of Physicians de Londres. Señaló que tanto la naturaleza como la crianza podrían influir en este trastorno.
Alfred Tredgold propuso una asociación entre daño cerebral y problemas de comportamiento o de aprendizaje que pudo ser validada por la epidemia de encefalitis letárgica desde 1917 hasta 1928.
La terminología usada para describir la condición ha cambiado con el tiempo y ha incluido: en el DSM-I (1952) «disfunción cerebral mínima», en el DSM-II (1968) «reacción hipercinética de la infancia» y en el DSM-III (1980) «trastorno por déficit de atención (ADD) con o sin hiperactividad». En 1987, esto se cambió a TDAH en el DSM-III-R y el DSM-IV en 1994 dividió el diagnóstico en tres subtipos, TDAH tipo desatento, TDAH tipo hiperactivo-impulsivo y TDAH tipo combinado. Con la publicación del DSM-5 en 2013 la denominación pasó a ser de «presentaciones» para reflejar la naturaleza dinámica de la evolución de los síntomas a lo largo del desarrollo. Otros términos han incluido «daño cerebral mínimo» utilizado en la década de 1930.
En 1934, la benzedrina se convirtió en el primer medicamento anfetamínico aprobado para su uso en los Estados Unidos. El metilfenidato se introdujo en la década de 1950 y la dextroanfetamina enantiopura en la de 1970. El uso de estimulantes para tratar el TDAH se describió por primera vez en 1937. Charles Bradley les dio benzedrina a los niños con trastornos del comportamiento y descubrió que mejoraba el rendimiento académico y el comportamiento.
En 1987, el TDAH se dividió en tres subtipos de acuerdo con los datos obtenidos en los estudios de campo llevados a cabo para la validación de los criterios diagnósticos del trastorno en el DSM-IV. Hasta la década de 1990, muchos estudios «implicaban que la red prefrontal-estriatal era más pequeña en los niños con TDAH». Durante este mismo período, se identificó un componente genético y se reconoció que el TDAH era un trastorno persistente a largo plazo que puede perdurar desde la niñez hasta la edad adulta. A fines de la década del '90, un gran número de investigaciones empezaron a relacionar el TDAH con fallos en las funciones ejecutivas y no solamente problemas de atención o de la conducta.

## Clasificación
Desde 2013, con la publicación del DSM-5, se consideran tres presentaciones de la sintomatología del TDAH: Presentación predominante hiperactiva/impulsiva, Presentación predominante con falta de atención y Presentación combinada . Las principales diferencias entre la presentación predominantemente inatenta y la predominantemente hiperactivo-impulsiva residen en que la primera se aprecia de forma más notoria en los primeros años de la etapa escolar y se relaciona en mayor medida con el comportamiento disruptivo, mientras que la segunda se prolonga más en el tiempo e interfiere en mayor medida con el desempeño escolar. La presentación combinada conlleva la presencia simultánea de los dos tipos de síntomas. 
El factor que afecta a la velocidad de procesamiento de la información se ve reducido en el TDAH inatento. En cambio, la memoria, la capacidad de razonar y la comprensión verbal no difieren significativamente del promedio de la población. Es interesante señalar que es la desatención, característica de la presentación inatenta la que se relaciona con mayores dificultades en la memoria de trabajo, y no la hiperactividad, más relacionada con la presentación hiperactiva-impulsiva del trastorno.
En cuanto al porcentaje de individuos que ostentan cada una de las presentaciones, el TDAH predominantemente hiperactivo-impulsivo es claramente más frecuente en niños y niñas de menor edad, estando bastante parejas las otras dos presentaciones del trastorno. Asimismo, debido a la naturaleza evolutiva de la sintomatología, no es infrecuente que el mismo individuo, a lo largo del desarrollo pueda evolucionar desde una presentación a otra.

## Epidemiología

Distribución de prevalencia aproximada de los subtipos de TDAH según lo citado por la terapia cognitivo-conductual para el TDAH en adultos

La prevalencia mundial estimada del TDAH en niños hasta los 18 años de edad es del 5,29 %. Aunque se registran diferencias en la prevalencia entre diversas áreas geográficas, grupos culturales y niveles socioeconómicos, se ha comprobado que las mismas se relacionan con diferencias en aspectos que inciden en su identificación, como el nivel desarrollo del sistema de salud o el grado de conocimiento del trastorno, asimismo se ha hallado que en diferentes grupos culturales a lo largo del planeta el trastorno mantiene su característica bidimensionalidad en la estructura de su sintomatología. Representa entre el 20 % y el 40 % de las consultas en los servicios de psiquiatría infantojuvenil. Los estudios de seguimiento a largo plazo han demostrado que entre el 60 y el 75 % de los niños con TDAH continúa presentando los síntomas durante la edad adulta. Debido a que el TDAH es considerado un diagnóstico infantil, la población adulta con TDAH se encuentra generalmente infradiagnosticada. Es frecuente que los adultos con TDAH sean tratados por otras  condiciones comórbidas habituales, como los trastornos por ansiedad y/o depresión, los trastornos por consumo de sustancias  o el trastorno explosivo intermitente.
Tradicionalmente el diagnóstico de TDAH es más frecuente en niños que en niñas, llegando a encontrarse proporciones de 4:1, aunque en la población adulta diagnosticada la proporción es de 1:1. Estas diferencias se han relacionado con diversos factores, pudiendo deberse a diferencias en la susceptibilidad según el género (algo también observado en otros trastornos del desarrollo como el autismo o la dislexia) o a errores en el diagnóstico, así como a una combinación de ambos factores. Se ha señalado también que las niñas tendrían más frecuente una presentación con predominio de la inatención, con una menor incidencia en los problemas de conducta, lo cual llevaría a un subdiagnóstico o diagnóstico más tardío de las mismas.

### En México
En México, este trastorno afecta al 2-20 por ciento de la población infantil. Lo padecen entre tres y siete de cada 100 niños en edad escolar.

## Etiología
Al igual que otros trastornos de neurodesarrollo el TDAH no parece responder a una única causa, sino que parece tener un carácter complejo en su etiología. Los estudios de genética conductual indican que el TDAH es altamente heredable y que los factores genéticos explican entre el 70% y el 80% de su origen.Diversos estudios demuestran que no hay una transmisión familiar del trastorno (a través de patrones educativos). En contraste, cabe destacar que la contribución estimada de factores no hereditarios en el TDAH es de un 20 %. Para explicar esa minoría de casos, se ha propuesto la intervención de causas multifactoriales que suponen también factores genéticos, aunque en combinación con factores ambientales. La influencia de causas congénitas que podrían actuar durante la gestación (es decir, no hereditarias, con participación de factores genéticos o ambientales en proporciones variables), tales como la exposición en útero a la nicotina, no se consideran tan importantes como hace unas décadas. Es de notar que, incluso en casos que a primera vista se atribuyen a factores ambientales (como el recién mencionado), la intervención del factor netamente genético ofrece una explicación plausible. En ese sentido, se ha establecido que los índices de tabaquismo entre mujeres con TDAH son varias veces mayores que en la población general, y, en virtud de ello, ellas son también más propensas a fumar durante el embarazo. Como corolario, la presencia del TDAH en el niño por nacer remite nuevamente a factores genéticos. 
No obstante, un estudio reciente relaciona el consumo de paracetamol durante el embarazo con una mayor incidencia de TDAH.
Se han realizado diversos estudios que mencionan los patrones similares en la historia del individuo con TDAH. En la historia prenatal se cita que las madres padecieron un estado de salud, en el cual estuvieron ingiriendo medicamentos, consumo de sustancias alcohólicas durante el embarazo. En la parte perinatal del embarazo, los bebés tuvieron complicaciones después del nacimiento, presentaron sufrimiento fetal (hipoxia, nacimiento con fórceps), las madres sufrieron de eclampsia, los partos duraron de 7 a 12 horas, y los bebés tuvieron un peso menor a 2kg por gestación menor a ocho meses. En la historia postnatal, los niños son muy activos, bastante insistentes para pedir algo e inquietos al dormir.
Hay también factores evolutivos importantes por mencionar; los niños gatearon entre los 6 y 12 meses de edad, caminaron entre 12 y 18 meses de edad, pronunciaron las primeras palabras entre los 9 y 13 meses de edad y pronunciaron dos palabras juntas entre los 14 y 18 meses de edad.
Los ganglios basales y el lóbulo frontal son las estructuras afectadas en los niños con déficit de atención e hiperactividad. Los científicos han encontrado cambios negativos en el lóbulo frontal, zona del cerebro que interviene en el control de la conducta, en la solución de problemas y en la capacidad para mantener la atención. Esto explica la dificultad de los afectados para controlar el comportamiento, filtrar los estímulos y permanecer atentos. Otra región comprometida corresponde a los ganglios basales, que son agrupaciones de neuronas (células nerviosas) localizadas en la profundidad del cerebro y que trabajan de manera coordinada con el lóbulo frontal.
Se ha detectado que tres sustancias químicas que utilizan las neuronas para comunicarse entre sí (neurotransmisores) que son la dopamina, serotonina y norepinefrina, están alteradas en los niños con déficit de atención e hiperactividad, pero no en sujetos sanos. Así, mientras tales compuestos abundan en los ganglios basales y en el lóbulo frontal de personas normales, no están disponibles en suficiente cantidad en los enfermos hiperactivos. Por tal motivo, el funcionamiento del cerebro es defectuoso y, sin tratamiento, el estado de anormalidad es permanente.

### Genética
Los estudios de concordancia genética para el diagnóstico en gemelos revelaron tasas de concordancia de un 25 a 40 % para gemelos dicigóticos (DC o «mellizos») y de un 80 % para gemelos monocigóticos (MC o «idénticos»). Los distintos estudios familiares le asignan al TDAH una heredabilidad de casi el 80 %; esto lo ubica aproximadamente, en relación con este aspecto de la carga hereditaria, entre la esquizofrenia y la estatura. Se trata de un trastorno de herencia poligénica: de acuerdo con la evidencia, múltiples genes contribuyen al fenotipo del TDAH. La base de datos del proyecto Mendelian Inheritance in Man, que cataloga todas las enfermedades de base genética conocidas, relaciona este trastorno con determinados loci del mapa genético correspondientes a los siguientes genes:
- DRD4: gen que codifica el receptor dopaminérgico D4 (en el cromosoma 11p15.5).
- DRD5, DRD1B, DRD1L2: gen que codifica el receptor dopaminérgico D5 (en el cromosoma 4p16.1-p15.3).
- SLC6A3, DAT1: gen que codifica la proteína transportadora de dopamina DAT1 (en el cromosoma 5p15.3).

Se han identificado, asimismo, varios loci asociados con una susceptibilidad para este trastorno, tales como los bautizados ad hoc:
- ADHD1: en el cromosoma 16p13.[54]
- ADHD2: en el cromosoma 17p11.[55]
- ADHD3: en el cromosoma 6q12.[56]
- ADHD4: en el cromosoma 5p13.[57]

En este mismo sentido, estudios en farmacogenética han establecido, por ejemplo, una asociación entre la respuesta al metilfenidato en adultos con TDAH y un polimorfismo en SLC6A3 (DAT1). Actualmente, la contribución de la genética es objeto de estudio; se apunta al desarrollo de una prueba genética para el diagnóstico del trastorno.

### Fenotipo
Neuroquímica y neuroanatomía: El cerebro de los individuos afectados muestra una actividad atípica, lo cual se ha demostrado utilizando técnicas de neuroimagen como tomografía PET y resonancia magnética (estructural y funcional). Se observa un déficit en la acción reguladora (inhibitoria) de ciertos neurotransmisores (dopamina y norepinefrina), a nivel de la corteza prefrontal y estructuras inferiores (cuerpo estriado). El neurotransmisor serotonina también estaría implicado; sobre todo debido a su rol en el control de los impulsos, mediado por su acción sobre el eje mesolímbico-cortical.
Similarmente, se ha determinado que los pacientes con TDAH tienen problemas para intercambiar los niveles de actividad entre la red neuronal por defecto y la red neuronal orientada a tareas, no logrando disminuir la actividad de la primera al momento de requerirlo como si lo hacen individuos sanos.
En adultos con TDAH, se encontró una disminución del 8,1 % en el metabolismo cerebral de la glucosa en relación con los controles, sobre todo a nivel de la corteza prefrontal y áreas premotoras.
Se han realizado estudios utilizando resonancia magnética funcional durante la realización de pruebas que requieren un esfuerzo cognitivo del paciente. Se ha observado que, en los sujetos normales, se activa la corteza cingulada-dorsal-anterior; mientras que, frente a la misma exigencia, los que tienen TDAH activan zonas secundarias fronto-estriadas.
En cuanto a los hallazgos neuroanatómicos, se han encontrado menor volumen cerebral en áreas prefrontales y premotoras, así como también en el vermis cerebeloso en pacientes que tienen TDAH.

### Factores ambientales
Ciertos factores ambientales pueden desempeñar un papel en el desarrollo del TDAH. El consumo de alcohol durante el embarazo puede causar trastornos fetales del espectro alcohólico que pueden incluir TDAH o síntomas similares. La exposición al humo del tabaco durante el embarazo puede interferir en el desarrollo del sistema nervioso central y aumentar el riesgo de desarrollar TDAH. No obstante, muchos niños expuestos al tabaco no presentan TDAH o solo tienen síntomas leves que no alcanzan el umbral para el diagnóstico. Una combinación de una predisposición genética con la exposición al tabaco podría explicar por qué algunos niños expuestos durante el embarazo pueden desarrollar TDAH y otros no. Los niños expuestos al plomo (incluso a niveles bajos) o a los bifenilos policlorados, pueden desarrollar problemas que se asemejan al TDAH. El bajo peso al nacer, el parto prematuro y la adversidad en edades tempranas también aumentan el riesgo, así como ciertas infecciones durante el embarazo, el nacimiento y la primera infancia. Estas infecciones incluyen, entre otras, diversos virus (el sarampión, la varicela, la rubéola, enterovirus) e infecciones bacterianas por estreptococos. Al menos el 30 % de los niños con una lesión cerebral traumática desarrolla posteriormente TDAH y aproximadamente el 5 % de los casos se debe a daño cerebral.
Algunas personas con enfermedad celíaca o sensibilidad al gluten no celíaca desarrollan TDAH, que por lo general mejora al retirar el gluten de la alimentación. Ambas enfermedades pueden no presentar síntomas digestivos. Los síntomas neurológicos o psiquiátricos pueden ser la primera manifestación de la presencia de una intolerancia al gluten.
Algunos niños pueden reaccionar negativamente a ciertos colorantes o conservantes presentes en los alimentos. Es posible que ciertos colorantes alimentarios puedan actuar como un disparador en personas con predisposición genética, pero la evidencia es débil. Por esta razón, el Reino Unido y la Unión Europea han puesto en marcha medidas de regulación. Por el contrario, la Administración de Alimentos y Medicamentos (FDA, por sus siglas en inglés) no ha iniciado ninguna actuación.

### Modelos explicativos
Entre los múltiples modelos explicativos del TDAH, dentro del enfoque teórico cognitivo los más actuales son el de Russell Barkley y el de Thomas Brown.
Russell Barkley propone el modelo del déficit en la inhibición conductual en su libro ADHD and the Nature of Self Control, y se centra en la función ejecutiva denominada inhibición de la respuesta. Este modelo se ajusta mejor a la sintomatología de los subtipos de TDAH predominantemente Hiperactivo y Combinado. Recientemente, y a través de la Fundación MAPFRE, Barkley ha cedido sus conferencias de forma gratuita.
Por su parte, Brown considera que el TDAH es un trastorno del desarrollo que radica en una falta de coordinación conjunta de las FE (más que poner el acento en una de ellas, como hace Barkley). Este modelo se centra más en la atención, por lo que se ajusta mejor a la descripción del TDAH subtipo Desatento.

### Interpretaciones psicosociales
Existe una cierta controversia, que generalmente procede de ámbitos como el psicoanálisis, la antipsiquiatría o la Iglesia de la Cienciología sobre si el TDAH es un trastorno biológico real o si se entiende mejor como una construcción cultural.Estas posturas generalmente se manifiestan en el ámbito de los medios de comunicación, sin estar respaldadas sobre datos procedentes de la investigación.
Así, por ejemplo, Joseph Knobel Freud, psicoanalista infantil español y sobrino-nieto de Sigmund Freud, postulaba en una entrevista de prensa que «El TDAH no existe, y por ende no es un trastorno neurológico; sino que realmente es un invento de esta sociedad de la inmediatez en la que vivimos, y que nos lleva a la hipermedicalización de niños que son más movidos».
Como argumento, Joseph Knobel Freud igualmente citaba a Leon Eisenberg, psiquiatra infantil al que se le ha atribuido falsamente en distintas publicaciones en la red, haber sido la persona que describió por primera vez el trastorno de déficit de atención con hiperactividad.  Se suele citar que en una entrevista a la revista alemana Der Spiegel meses antes de morir habría declarado que este era «un excelente ejemplo de un trastorno inventado» y que «la predisposición genética para el TDA está completamente sobrevalorada».
El comentario, que habría sido publicado en el semanario alemán Der Spiegel en 2012, ha causado un gran revuelo entre la comunidad médicay los padres en general, debido a que en la actualidad muchos niños son medicados para tratar este trastorno, en medio de las múltiples críticas hacia los efectos a corto y largo plazo de los fármacos utilizados. Sin embargo, esto fue desmentido indicando que en el artículo Eisenberg solo comentaba acerca de que se sobrediagnostica este trastorno, por lo que en muchos casos se diagnosticaba TDAH cuando no lo había. Es importante señalar que, al margen de su práctica clínica, se desconoce que Eisenberg haya tenido algún tipo de actividad investigadora sobre el TDAH.
En un artículo publicado en la British Journal of Psychiatry en diciembre de 2013, Sami Timimi postuló que el TDAH puede entenderse como un constructo social, es decir, una convención que se toma por hecho, pero que no tiene una base natural. En este caso, el construccionista social sostiene que el TDAH se clasifica como trastorno debido a las convenciones sociales en cuanto a lo que se considera comportamiento normal y anormal. Es decir, aquellos que están en la parte alta del espectro de inquietud e inatención son calificados como «problemáticos» y se les da una etiqueta médica. La base neurobiológica del TDAH no supone un desafío para el constructivista social, puesto que la diversidad neurológica puede preverse en cualquier espectro de comportamiento. En cuanto a las desventajas del TDAH, indican que los comportamientos considerados diferentes de lo considerado «normal» también pueden ser desfavorables. Esta visión sobre el TDAH no difiere de la que este autor sostiene sobre el autismo, al que también considera un mito dirigido a medicalizar la competencia social del género masculino.Los artículos de este autor han recibido fuertes críticas por parte de la comunidad científica por considerar su argumentación como falta de lógica, recurrir a la cita de datos deliberadamente selectiva, manipulación de los datos e ignorancia de la vasta literatura de investigación sobre TDAH.De este modo, los argumentos de Timini son comparables a los postulados negacionistas o antivacunas.
En el año 2005, Rohde et al. realizaron una revisión sistemática de la literatura sobre el TDAH en Brasil, para evaluar los datos clínicos y de investigación en una cultura diversa completa de un país en desarrollo. Los resultados se compararon con los de los estudios en los países desarrollados. Encontraron que los hallazgos eran todos muy similares: las tasas de prevalencia, los patrones de trastornos asociados al TDAH en muestras clínicas, los datos genéticos (transmisión familiar del 39 %), el papel de algunos genes implicados en los sistemas dopaminérgico y noradrenérgico, y los datos sobre la eficacia del tratamiento con metilfenidato. El trabajo concluye que el TDAH no es una construcción cultural, reforzando la importancia de la aplicación de metodologías de investigación similares en diferentes culturas para hacer hallazgos comparables.

## Cuadro clínico
El TDAH implica la afectación de las funciones ejecutivas del cerebro, es decir de las regiones del cerebro que se utilizan para priorizar, integrar y manejar las otras funciones. Brown las divide en 6 clústeres, los cuales se encuentran distintamente afectados en las personas con TDAH:
1. Activación: Organización, priorización y activación del trabajo.
2. Foco: habilidad para prestar, mantener, y cambiar la atención.
3. Esfuerzo: regulación de la alerta, el esfuerzo sostenido, y la velocidad de procesamiento.
4. Emociones: manejar la frustración y regular las emociones.
5. Memoria: utilizar la memoria de trabajo y recuperar la información.
6. Acción: monitorear y regular las propias acciones.[2]

Las personas con TDAH pueden mostrar:[cita requerida]
- Una sensación de no lograr los propósitos, de no alcanzar los objetivos.
- Dificultades para organizarse.
- Realización simultánea de diversas tareas, comenzando una sin haber finalizado la anterior.
- Tendencia a decir lo primero que pasa por la cabeza sin tener en cuenta la oportunidad o lo apropiado del comentario.
- Una búsqueda habitual de estímulos nuevos.
- Facilidad para distraerse, problemas para mantener la atención a lo largo del tiempo.
- A menudo es una persona creativa, con gran iniciativa.
- Problemas para desenvolverse a través de los cauces establecidos, siguiendo el procedimiento «adecuado».
- Impaciencia; dificultad para esperar.
- Impulsividad verbal o en acción.
- Tendencia a preocuparse innecesariamente de forma interminable.
- Sensación de inseguridad.
- Cambios en el estado de ánimo y en las actitudes.
- Inquietud.
- Tendencia a caer en adicciones (aspecto muy discutido).
- Problemas crónicos de autoestima, relacionados con el rechazo del entorno.
- Historial familiar de TDA, enfermedad maníaco-depresiva, depresión, abuso de sustancias u otros trastornos de control de los impulsos o del estado de ánimo.
- Arranques de ira.
- Insomnio.

En la primera infancia, los niños con TDAH suelen mostrar una elevada actividad motora, dificultad para permanecer quietos y una baja tolerancia a la frustración. A medida que ingresan al sistema escolar, pueden presentar dificultades en habilidades como la lectoescritura y el razonamiento matemático, las cuales requieren una atención sostenida, planificación y autorregulación emocional.
Algunas de las actuaciones que se asocian habitualmente con el TDAH derivan de la inatención, impulsividad e hiperactividad, si bien ninguna de ellas es concluyente ni definitiva: no lograr mantener la atención a detalles o evitar cometer errores por descuido en el trabajo, realizar movimientos nerviosos con manos o pies, o retorcerse en el asiento, tener dificultad para mantener la atención en actividades por las que no sienten interés, levantarse en situaciones en las que se espera que permanezca sentado, no escuchar cuando le hablan directamente o sentirse intranquilo e inquieto, no seguir instrucciones y no terminar el trabajo exitosamente, la dificultad para involucrarse en actividades calmadas en sus ratos de ocio o para organizar tareas y actividades, la sensación de estar “en marcha” o “empujado por un motor”, el deseo de evitar los trabajos que requieren un esfuerzo mental sostenido, hablar excesiva o apresuradamente, perder cosas necesarias para tareas y actividades, contestar abruptamente antes de que terminen de preguntarte algo, distraerse con facilidad, la impaciencia para esperar su turno, el olvido de sus deberes diarios o la interrupción en lo que otros están haciendo son rasgos característicos.
Al llegar a la edad adulta, el individuo ha podido acomodar el TDAH a la vida real. Si bien las características del TDAH han sido plenamente referenciadas respecto a menores de edad, se suele señalar que no existen estudios suficientes respecto a adultos. No obstante, algunas de estas características en adultos serían:
- Disminución del rendimiento académico y profesional.
- Dificultades en el desarrollo social y emocional: Amigos poco estables, relaciones poco duraderas.
- Comportamientos conflictivos.
- Adicción a sustancias tóxicas: Según publicó el psiquiatra Néstor Szerman, un 20 % de los adultos que sufren adicciones a la cocaína, cannabis y otras sustancias, padecen TDAH y este índice llega a un 50 % en el caso de personas con dependencia alcohólica,[88] añadiendo que dicha drogadicción se suprimiría actuando más sobre el TDAH que sobre la propia drogadicción.
- Síntomas depresivos: debidos a las carencias emocionales, laborales y educativas antes citadas y a la sensación de fracaso escolar o profesional.

### Trastornos asociados
Se estima que hasta dos tercios de los niños con TDAH tiene uno o más trastornos coexistentes. Los más comunes son los trastornos externalizantes, el trastorno negativista desafiante, la ansiedad y el trastorno de conducta. En niños de edades comprendidas entre los 6 y los 17 años, los trastornos de ansiedad parecen ser más comunes en las niñas que en los niños. Entre los adolescentes, son frecuentes la ansiedad, la depresión, el trastorno bipolar y el trastorno por uso de sustancias. Otras comorbilidades posibles son los trastornos alimentarios, los trastornos del sueño, los problemas de aprendizaje, el trastorno de tics y ciertas enfermedades como la epilepsia y la enfermedad celíaca.
Las cifras de comorbilidad varían según el tipo de muestra estudiada: niños pequeños frente a adolescentes, inicio del tratamiento precoz frente a tardío y TDAH combinado frente al resto de subtipos, pero en cualquier caso es altamente improbable que se excedan los 3 trastornos comórbidos.
Los niños que presentan TDAH asociado con otros diagnósticos revisten una mayor gravedad clínica, dado que ven afectadas en mayor medida las distintas áreas de su vida familiar, social y académica y siguen una evolución más desfavorable que los niños que tienen TDAH sin comorbilidad, requiriendo una intervención terapéutica más compleja. La comorbilidad con los TI (Trastornos Internalizantes) oscila entre un 12 % y un 41 % de los casos, y está fuertemente ligada a factores genéticos.
El principal problema de la comorbilidad de la ansiedad con el TDAH son la similitud entre sus síntomas, lo que lleva a posibles confusiones. Al igual que para los trastornos depresivos, existe un amplio solapamiento de síntomas, por lo que puede ser muy difícil determinar si el niño ha desarrollado hiperactividad y falta de atención a causa de la ansiedad, o bien su falta de autoestima, derivada del TDAH, le ha hecho desarrollar una conducta ansiosa. Una posible solución a este solapamiento consiste en la consulta del historial familiar de ansiedad para ver si hay o no antecedentes que puedan discriminar si se trata o no de un caso de ansiedad comórbida al TDAH.
Los valores de la incidencia de la comorbilidad TDAH y los distintos Trastornos de Conducta son variables y dependen del trastorno que consideremos. Tanto el trastorno negativista desafiante como el trastorno de conducta disocial presentan síntomas similares de rechazo a las órdenes y a los protocolos, pero este último tiene un carácter marcadamente más agresivo y violento. La existencia de uno u otro trastorno está fuertemente marcada por el contexto familiar y cultural del paciente.
La depresión suele aparecer bastantes años después de que se hayan manifestado los síntomas de TDAH, y no parece que las características y la evolución de la depresión en niños con TDAH difiera de la depresión en niños sin TDAH. Tampoco se ha evidenciado que el riesgo de suicidio sea mayor en niños con TDAH y depresión, que en aquellos que únicamente tienen depresión, pero, si al TDAH y la depresión se le añade una personalidad impulsiva-agresiva, entonces el riesgo de suicidio aumenta significativamente. El diagnóstico de depresión es hasta cuatro veces más frecuente en niños y adolescentes con TDAH que sin él. La comorbilidad con trastornos depresivos, que es más frecuente en adolescentes, empeora el pronóstico del TDAH y estos pacientes suelen requerir más hospitalizaciones, presentar mayor número de síntomas que llegan a ser altamente incapacitantes y tener mayor probabilidad de suicidio.
La relación entre TDAH y enfermedad bipolar es compleja y controvertida. Esto se debe en parte a que algunos síntomas son comunes a ambas patologías, entre los que se encuentran: hiperactividad, impulsividad, inatención, distraibilidad, irritabilidad, problemas de sueño y capacidad de juicio disminuida. Los niños con TDAH suelen manifestar agresividad más de tipo verbal, de forma continua y con menor intensidad. Por lo que respecta al trastorno bipolar, el solapamiento de síntomas con el TDAH se marca todavía más que para el trastorno depresivo mayor y la distimia, un trastorno depresivo crónico. Los síntomas que se han mostrado más discriminatorios son: sentimiento de grandiosidad, ánimo exaltado, realización de actos atrevidos, falta de inhibición al dirigirse a la gente, absurdidad, fuga de ideas, pensamiento veloz, hipersexualidad, disminución de la necesidad de dormir, pensamiento muy agudo, intensidad en la dirección de la acción a un objetivo, incremento de la productividad, humor irritable y lenguaje acelerado.

## Diagnóstico
El  diagnóstico del TDAH  se lleva a cabo mediante la valoración clínica de los síntomas, de su repercusión funcional y de sus aspectos comórbidos. Al igual que ocurre con otros trastorno del neurodesarrollo (p. ej. los trastornos del espectro del autismo), no existe en la actualidad ninguna prueba que sirva de modo fiable para el diagnóstico. Existen, no obstante, diferentes escalas y cuestionarios que los profesionales pueden emplear, con fiabilidad y validez contrastada, de manera auxiliar en el proceso de evaluación. Asimismo, otras pruebas de carácter psicofisiológico pueden ofrecer información de tipo complementario. 
Aunque algunos autores han calificado en diagnóstico del TDAH como controvertido, debido en parte a que muchas de sus características clínicas se superponen con las conductas propias del desarrollo normal, en realidad las principales instituciones académicas y de salud implicadas (p.ej. la OMS; Academia Americana de Pediatría, Academia Americana de Psiquiatría Infantil y de la Adolescencia) consideran que el diagnóstico de TDAH es válido y fiable, de acuerdo con las guías de diagnóstico publicadas.
Veamos la caracterización de este trastorno según los dos principales manuales diagnósticos existentes hoy en día, el DSM, de la APA (el más usado en la práctica clínica), y el CIE, de la OMS.

### Manual diagnóstico y estadístico de los trastornos mentales (DSM)
La última edición del DSM (DSM-5),define el TDAH como un patrón persistente de inatención y/o hiperactividad-impulsividad que interfiere con el funcionamiento o el desarrollo.
Los rasgos principales del TDAH son, por una parte, la dificultad para sostener la concentración (déficit de atención), sobre todo en circunstancias que ofrecen baja estimulación y, por otra, la falta de inhibición o control cognitivo sobre los impulsos, frecuentemente asociadas con inquietud motora (hiperactividad-impulsividad). Estos dos conjuntos de signos pueden aparecer por separado o combinados.
En ese sentido, se reconocen tres presentaciones de TDAH:
- 314.01 Presentación combinada: Si se cumplen el Criterio A1 (inatención) y el Criterio A2 (hiperactividad-impulsividad) durante los últimos 6 meses.

- 314.00 Presentación predominante con falta de atención: Si se cumple el Criterio A1 (inatención) pero no se cumple el Criterio A2 (hiperactividad-impulsividad) durante los últimos 6 meses.

- 314.01 Presentación predominante hiperactiva/impulsiva: Si se cumple el Criterio A2 (hiperactividad-impulsividad) y no se cumple el Criterio A1 (inatención) durante los últimos 6 meses.

El TDAH comienza en la infancia por lo que varios síntomas deben estar presentes antes de los 12 años de edad.  Además, las manifestaciones del trastorno deben estar presentes en más de un entorno (p. ej., la casa, la escuela, el trabajo), no obstante, de manera característica, los síntomas pueden variar dependiendo del contexto dentro de cada entorno: pueden ser mínimos o estar ausentes cuando el individuo recibe recompensas frecuentes por comportamientos apropiados, está bajo estrecha supervisión, está en una situación nueva, está participando en actividades especialmente interesantes, tiene una estimulación externa constante (p. ej., por pantallas electrónicas), o está en situaciones donde interactúa cara a cara con otra persona (p. ej., la consulta del clínico).
En ocasiones se puede apreciar la actividad motora excesiva desde la primera infancia, pero los síntomas son difíciles de distinguir de los comportamientos normales antes de los 4 años. El TDAH se identifica más frecuentemente durante la escuela primaria, cuando la inatención llega a ser más destacada y repercute negativamente en el rendimiento escolar. Generalmente los síntomas de hiperactividad motora se hacen menos evidentes durante la adolescencia y la vida adulta, aunque pueden persistir las dificultades debidas a la inquietud (sensación de desasosiego), la inatención, la impulsividad y las escasas habilidades para la planificación.

### Clasificación internacional de enfermedades, undécima revisión (CIE-11)
El TDAH como entidad clínica se encuentra recogido en la Clasificación internacional de enfermedades, undécima revisión (CIE-11) elaborada por la Organización Mundial de la Salud (OMS), la cual representa un marco etiológico. En cambio, el funcionamiento y la discapacidad asociados con aquel trastorno se tratan en la Clasificación internacional del funcionamiento, de la discapacidad y de la salud (CIF), esta última, auspiciada y publicada también por la Organización Mundial de la Salud, y adoptada a nivel mundial.
Aun cuando varían los códigos utilizados, los criterios del DSM-5 para el diagnóstico de este trastorno son prácticamente idénticos a los que especifica la CIE-11. El trastorno se caracteriza por un patrón persistente (al menos 6 meses) de falta de atención y / o hiperactividad-impulsividad que comporte una repercusión negativa directa en el funcionamiento académico, ocupacional o social. Al igual que en lo establecido en el DSM-5, debe existir evidencia de síntomas importantes antes de los 12 años. El grado de inatención e hiperactividad-impulsividad debe exceder los límites de variación normal esperable para la edad y el nivel de funcionamiento intelectual del individuo. La  inatención se refiere a una dificultad significativa para mantener la atención en tareas que no proporcionan un alto nivel de estimulación o recompensas frecuentes, distracción y problemas de organización. La hiperactividad se refiere a una actividad motora excesiva y dificultades para permanecer quieto, más evidente en situaciones estructuradas que requieren autocontrol conductual. La impulsividad es una tendencia a actuar en respuesta a estímulos inmediatos, sin deliberación ni consideración de los riesgos y consecuencias. Para que el diagnóstico sea válido las manifestaciones de falta de atención y / o hiperactividad-impulsividad deben ser evidentes en diferentes situaciones o ámbitos de funcionamiento del individuo (por ejemplo, hogar, escuela, trabajo, con amigos o familiares), pero es probable que varíen según la estructura y exigencias del entorno. También se reconoce que los síntomas característicos de falta de atención e hiperactividad-impulsividad pueden variar a lo largo del desarrollo de un individuo y que diferentes individuos pueden tener presentaciones diferentes del trastorno. De este modo, la CIE-11 reconoce las siguientes:
- 6A05.0 Trastorno por hiperactividad y déficit de la atención, predominantemente con presentación de falta de atención
- 6A05.1 Trastorno por hiperactividad y déficit de la atención, predominantemente con presentación hiperactiva e impulsiva
- 6A05.2 Trastorno por hiperactividad y déficit de la atención, presentación combinada

### Criterio del deterioro funcional
Los criterios de diagnóstico establecen como requisito no solo presencia de los síntomas (evaluados por medio de los criterios normalizados del DSM-5 o de la CIE-11), sino además, como consecuencia de los mismos, una perturbación significativa en áreas importantes para la persona, como las relaciones familiares, las académicas, las laborales y las recreativas. En la medida en que el desempeño del individuo en estos ámbitos se ve deteriorado por causa de este síndrome conductual, la intervención terapéutica puede ser un aporte decisivo para una mejor calidad de vida.

### Cuestionarios y escalas de habilidades sociales o conductuales
- El CCB (cuestionario clínico-biográfico) – cátedra de psiquiatría de Sevilla
- Cuestionario de TDAH de Guerrero y Sempere. Universidad de Málaga

Habilidades sociales
- Test de solución de problemas medios-fines (S.P.M.F.) de Shure y Spivack (mide la capacidad del niño para resolver situaciones sociales)
- Observación niño en barrio, hogar y escuela.

Habilidades conductuales
- Inventario de situaciones en el hogar (ISM) de Barkley
- Escala de puntuaciones de autocontrol (E.P.A.) de Kendall y Wilcox (permite analizar la ansiedad, hiperactividad – impulsividad, problemas de conducta…
- Escalas de atribución (procesos de atribución, cognición y metacognición del niño)
- Escala de Locus de control infantil (E.L.C.I.) de Nowiki-Strikland
- Escala Magallanes de Adaptación (E.M.A.) de García Pérez y Magaz; Grupo ALBOR-COHS
- Escala Magallanes de Atención Visual (EMAV) de García Pérez y Magaz; Grupo ALBOR-COHS
- Escalas Magallanes de Hábitos Asertivos (EMHAS) de García Pérez y Magaz; Grupo ALBOR-COHS
- Escalas de Conductas Sociales (ECS) de García Pérez y Magaz; Grupo ALBOR-COHS
- Protocolo de evaluación general y específica de los TDAs (niños y adolescentes)- Grupo ALBOR-COHS

## Diagnóstico diferencial
El diagnóstico diferencial del TDAH se realiza principalmente con las siguientes entidades:
- Niños inquietos, pero con atención normal, que se da con cierta frecuencia en los menores de 5 años.[103]
- Discapacidad intelectual.[103]
- Trastornos específicos del aprendizaje como la dislexia (dificultad en la lectura),[103][104] la disortografía (dificultad en la escritura)[104] y la discalculia (dificultades en el aprendizaje de las matemáticas).[103][104]
- Trastornos de ansiedad, como el trastorno de ansiedad generalizada, el trastorno obsesivo-compulsivo, el trastorno de ansiedad por separación y el rechazo a la escuela.[104]
- Trastornos del estado de ánimo, como el trastorno bipolar y la depresión.[104]
- Trastornos del sueño, como los terrores nocturnos y las pesadillas.[104]
- Trastornos generalizados del desarrollo, como el síndrome de Asperger.[104]
- Trastornos relacionados con el gluten (la enfermedad celíaca y la sensibilidad al gluten no celíaca), cuyas manifestaciones extraintestinales pueden enmascararse como trastornos del comportamiento y/o psiquiátricos.[105][106]
- Efectos adversos de ciertos fármacos como los broncodilatadores, los neurolépticos, los antiepilépticos y la isoniazida.[103]
- El síndrome X frágil, el síndrome alcohólico fetal, la fenilcetonuria, la encefalopatía postinfecciosa o postraumática, la intoxicación por plomo,[103] y el hipertiroidismo.[107]

## Tratamiento
El tratamiento del TDAH se basa principalmente en dos componentes: las terapias conductuales y el tratamiento farmacológico.
Asimismo, actualmente hay un interés creciente en la intervención dietética y nutricional, mediante una dieta que se basa en la eliminación de alimentos causantes de alergias o sensibilidad, y/o la administración de suplementos de ácidos grasos.

### Farmacológico

#### Estimulantes
Los psicoestimulantes son los fármacos de elección, puesto que reducen el umbral de los sistemas de alerta y facilitan y agilizan las respuestas, a través de diversos mecanismos de acción. Se han aprobado para el tratamiento del TDAH dos tipos de estimulantes:
- No anfetamínicos (metilfenidato). El metilfenidato es, por lo general, el primer fármaco que se aconseja a todos los niños con TDAH en los cuales se considera necesario el tratamiento farmacológico. Se absorbe rápidamente por vía oral y comienza a actuar a los 20-30 minutos después de la toma, pero el efecto solo se mantiene durante 3 o 4 horas, puesto que se elimina con relativa rapidez. Una revisión sistemática Cochrane de 2018 concluyó que el metilfenidato puede producir varios efectos adversos graves y una gran cantidad de otros efectos dañinos no graves en niños y adolescentes con TDAH,[8]no obstante la misma revisión señalaba que la calidad de la evidencia y, por tanto la certidumbre o fiabilidad de los estudios comparativos era muy baja. Una revisión y metaanálisis en 2022, basándose en 19 estudios con datos de más de 3,9 millones de participantes, concluyó que no existe una asociación estadísticamente significativa entre las medicaciones para TDAH y el riesgo de eventos de tipo cardiovascular.
- Anfetamínicos (anfetamina). La anfetamina o dextroanfetamina tiene características análogas, pero más efectos adversos que el metilfenidato.

Actualmente, las sustancias más empleadas en Estados Unidos son el metilfenidato (principio activo del nombre comercial Ritalin) y la d, l-anfetamina (Adderall).  En los últimos años los fármacos de efecto inmediato tienden a ser sustituidos por otros preparados que, con los mismos principios activos, logran un efecto más prolongado, mejorando la calidad de vida de los afectados, sobre todo los escolares (Concerta, Medikinet, Aderall XR).
Más recientemente, se aprobó en EE. UU. la prodroga lisdexanfetamina (Vyvanse), cuya molécula resulta de una amalgama de dexanfetamina con el aminoácido lisina. Como consecuencia de esa modificación en la estructura, el organismo demora mucho más tiempo en metabolizar la sustancia, y la acción terapéutica se prolonga notablemente. Se la considera prodroga porque sus efectos son debidos a la dexanfetamina, y esta se separa del aminoácido exclusivamente en el hígado.
En España, los únicos estimulantes aprobados para el tratamiento del TDAH son el metilfenidato, comercializado con el nombre de Rubifen (efecto inmediato) o las fórmulas de liberación prolongada (Concerta, Medikinet, Equasym), y la lisdexanfetamina (comecializada en la Unión Europea con el nombre de Elvanse).
Es importante mencionar que aunque desde los sectores negacionistas señalan que no existe consenso en la comunidad científica sobre los beneficios de la terapia con estimulantes, en realidad las principales guías de tratamiento del TDAH sí recomiendan su uso, por su eficacia y seguridad a las dosis recomendadas. 
Por otro lado, parece que los estimulantes podrían mejorar otro tipo de problemas asociados al TDAH: por ejemplo reducir el riesgo de lesiones accidentales en niños y adolescentes con TDAH.

#### Otros fármacos no estimulantes
Aunque los estimulantes son la primera línea en la terapéutica psicofarmacológica de este trastorno, existen también fármacos no estimulantes aprobados para el tratamiento del TDAH. La atomoxetina (Strattera) y la guanfacina (Intuniv) son los únicos fármacos no estimulantes aprobados para el tratamiento del TDAH. La atomoxetina  es un inhibidor de la recaptación de noradrenalina, indicado exclusivamente para el tratamiento del TDAH. Aunque suele clasificarse como antidepresivo, no tiene efectos clínicos estudiados y probados para ese propósito. Produce una mejora fiable de los síntomas, aunque ha sido considerada como menos eficaz que los estimulantes y suele indicarse como tratamiento de segunda línea cuando los estimulantes no son bien tolerados.En septiembre de 2005, la FDA alertó sobre el riesgo de ideación autolítica con el tratamiento con atomoxetina en niños y adolescentes. En una revisión de 12 ensayos clínicos aleatorizados que incluían a 1.357 pacientes el riesgo de ideación autolítica fue de 4/1.000 en el grupo tratado con atomoxetina en comparación con ninguno en el grupo placebo.La guanfacina es un agonista específico de los receptores alfa-adrenérgicos 2a, es decir, que actúa sobre el funcionamiento del neurotransmisor epinefrina. Su mecanismo de acción, no obstante, permanece aún desconocido. En una revisión y metaanálisis reciente en la que se valoraron un conjunto de más de trescientos ensayos clínicos aleatorizados, con un total de más de 2.600 participantes, se encontró que es un tratamiento eficaz y seguro para niños y adolescentes.Está indicado, al igual que la atomoxetina, cuando existe algún impedimento para el empleo de estimulantes, o también como tratamiento combinado con éstos. Otras sustancias que se han empleado de manera off-label son la clonidina, el bupropion, la reboxetina o la risperidona.
Tal como ha sucedido con otras psicopatologías cuyo tratamiento es preeminentemente farmacológico, tanto la entidad diagnóstica de TDAH como la viabilidad del tratamiento médico, han sido abiertamente rechazados por movimientos antipsiquiatricos. 

### Intervenciones conductuales
En el mayor estudio sobre tratamiento del TDAH llevado a cabo (conocido como Estudio MTA), en el que se comparó la eficacia de varias alternativas de tratamiento (Conductual, Farmacológico y Combinado) durante 14 meses en una amplia muestra de niños y niñas procedentes de diversos lugares de los Estados Unidos los resultados indicaron que el tratamiento farmacológico era superior al conductual. No obstante, combinando ambos, se obtenían los mejores resultados. En un metaanálisis en 2009, en el que se revisaron más de 170 estudios, se concluyó que existe evidencia sólida sobre la eficacia de los tratamientos conductuales para el TDAH.Algunas de las modalidades más adecuadas son la modificación de conducta, el manejo de contingencias en el ámbito escolar y el entrenamiento de padres y madres en el manejo del trastorno.

### Tratamientos sin evidencia suficiente
Distintos tratamientos han venido siendo empleados en el tratamiento de niños y adolescentes con TDAH. No obstante, muchos de ellos no han sido validados con evidencia sólida que permita su respaldo o, explicitamente, han sido encontrados como ineficaces. Por esta razón no están incluidos en las guías de tratamiento (NICE, AAP, ACAAP, Guía de Práctica sobre TDAH del SNS)

#### Neurofeedback
El neurofeedback o neurorretroalimentación, es una modalidad de tratamiento bien establecido y no invasivo basado en el aprendizaje mediante el modelo de condicionamiento operante de Skinner, con el cual el cerebro aprende a autorregular determinados patrones de actividad cerebral, y a aplicar estas habilidades en las actividades de la vida diaria.
Las sesiones de neurofeedback son monitorizadas por un terapeuta quien le coloca electrodos en el cuero cabelludo del niño. Los electrodos funcionan como sensores que recogen la información sobre la actividad eléctrica de su cerebro que es procesada por un programa informático pudiendo de esta manera analizar su patrón de ondas cerebrales.
Cada vez que su patrón de ondas cerebrales, registradas gracias a los electrodos, se acerca al patrón de ondas objetivo, el niño conseguirá que el videojuego avance, recibiendo entonces el feedback necesario que le reforzará su patrón objetivo.
Se considera que los beneficios a largo plazo del entrenamiento con neurofeedback para el TDAH puedan ser:
- Un aumento en el ritmo de aprendizaje.
- Una mejora en la memoria de trabajo.
- Un aumento en la capacidad de concentración.
- Un aumento en la capacidad de atención.
- Una mejora en la gestión del estrés y superar el miedo al fracaso.
- Mejora habilidades sociales.
- Un aumento de la motivación y el interés en la tarea.
- Un aumento de la plasticidad neuronal.
- Mejora global de todas las funciones.
- No efectos secundarios y por ende se le entiende como neurofeedback.

#### Intervenciones dietéticas
El tratamiento dietético de los problemas de conducta en los niños lleva siendo objeto de numerosos estudios desde la década de 1920 y actualmente está ganando popularidad. No obstante, algunos de los estudios presentan una cuestión importante con respecto a la posible influencia de las percepciones y /o expectativas de los padres.

##### Dieta de eliminación de azúcar
La idea de que los alimentos que contienen azúcar, principalmente sacarosa, podría tener un efecto adverso sobre el comportamiento, se planteó por primera vez en 1922. En la década de 1970 tuvo un gran auge, especialmente apoyada por la literatura laica. Dos estudios transversales encontraron diferentes relaciones entre la ingesta de azúcar y los síntomas de hiperactividad, si bien estos estudios estaban mal diseñados. Otros estudios demuestran que la cantidad de azúcar en la dieta no influye en el comportamiento infantil, sino que los padres que tienen prejuicios hacia los efectos de los dulces perciben erróneamente que sus hijos están más inquietos y nerviosos cuando comen golosinas.

##### Alergia y sensibilidad a alimentos
La idea de que la hiperactividad en niños puede resultar de una sensibilidad a alimentos específicos se solapa con concepciones existentes sobre alergias alimentarias.
La obra más famosa data de la década de 1970 (Feingold, 1975), que concluía que al menos el 50 % de los niños con hiperactividad y trastorno del aprendizaje mejoraba con dieta libre de salicilatos y aditivos. Estudios controlados posteriores no demostraron los hallazgos de Feingold, pero sí identificaron un pequeño subgrupo de niños con verdadera sensibilidad a los aditivos alimentarios.
Con el tiempo, la mayoría de las teorías a favor de los tratamientos dietéticos han combinado las recomendaciones de Feingold con investigaciones posteriores de restringir no solo aditivos alimentarios, colorantes y conservantes, sino también azúcares, productos lácteos, trigo, maíz, levadura, soja, cítricos, huevos, chocolate o nueces, que son alimentos comúnmente asociados con reacciones alérgicas en los niños.
La evaluación de la relación entre la comida y el comportamiento del niño es complicada, por diversos problemas metodológicos. No obstante, en su conjunto, estos estudios demuestran efectivamente que las alergias o la sensibilidad a ciertos alimentos pueden provocar la aparición de problemas de comportamiento en algunos niños y que los niños que sí tienen sensibilidades identificables a ciertos alimentos podrían beneficiarse de su supresión de la alimentación (dieta de eliminación).

##### Dieta sin gluten
Tras varias revisiones sobre el efecto del tratamiento del TDAH con la eliminación del gluten de la alimentación, se comprobó en un estudio que la dieta sin gluten produjo la mejoría de los síntomas del TDAH en pacientes con enfermedad celíaca previamente no reconocida ni tratada. En este estudio, la mayoría de los pacientes (74 %) notó un considerable alivio de sus síntomas de TDAH tras los primeros seis meses de dieta sin gluten.

#### Suplementación con ácidos grasos
Una nueva vía de estudio es la influencia de determinados ácidos grasos, en particular el ácido araquidónico (AA), el ácido eicosapentaenoico (EPA) y el ácido docosahexanoico (DHA). Está bien establecido que estos ácidos grasos
son importantes en el desarrollo estructural y funcional y el mantenimiento de las membranas neuronales. Las deficiencias en los ácidos grasos esenciales han sido implicadas como causa de una serie de trastornos del desarrollo y del comportamiento,
incluyendo el TDAH. Además, los estudios han demostrado bajos niveles en sangre de ciertos ácidos grasos esenciales entre los niños con TDAH. Esto ha llevado a los investigadores a postular que estas deficiencias son responsables de las características clave del TDAH.
Hasta la fecha, sin embargo, los ensayos publicados sobre la suplementación con ácidos grasos en los niños con TDAH no han podido demostrar mejoras en los síntomas del TDAH, si bien una vez más, una serie de problemas metodológicos puede haber limitado la capacidad de los investigadores para identificar los verdaderos efectos.

### Pautas educativas en la escuela
La hiperactividad motriz, es decir, la actividad constante sin un fin claramente definido, es el síntoma más destacado en los niños de 3 a 10 años. [cita requerida]
A partir de los diez años, pasará a caracterizarse por el predominio de una actividad motriz fina, que implicará movimientos en las manos, hablar en exceso, risas, canturrear. En muchos casos, sobre todo en niños a partir de los 9 años, la hiperactividad motriz en el aula ya no se manifiesta con carreras, sino que es sustituida por excusas constantes para poderse poner en pie como, enseñar una y otra vez la tarea inacabada al profesor. Para que el docente pueda mejorar la conducta del alumno tiene que saber que estrategias y recursos tiene a su alcance para poder modificarla. Su percepción, como se comportan o cómo reaccionan ante las circunstancias serán de interés para aplicar la metodología. La inseguridad respecto al futuro, por lo que anticiparles visualmente lo que ocurrirá a continuación aumentará su seguridad y confianza.
La atención psicopedagógica en niños incluye tratamientos personalizados, con métodos multidisciplinarios considerando los contextos en que el niño se desarrolla, su desempeño cognitivo y una adecuada administración de fármacos.
Pautas para el manejo de la inquietud motora en la escuela. Se debe:
- Validar al alumno más allá de esta característica.
- Alternar el trabajo que debe realizar en el pupitre con otras actividades que le permitan levantarse y moverse un poco.
- Ayudarles a destacar en aquello que saben hacer bien.
- Transmitir calma: hablar despacio, suave, contacto físico, etc.
- Hacerle tomar conciencia de sus dificultades para estar sentado.
- No privarlos del recreo o la actividad física.[132]

En cuanto a los profesores, deben de tener:
- Una actitud positiva.
- Una capacidad para solucionar los problemas de forma organizada.
- Saber que el alumno no se comporta de esa forma porque quiere, sino por su trastorno.
- Asegurar una estructura del aula.
- Proporcionar instrucciones breves y simples.
- Llevar a cabo las adaptaciones metodologías que el alumno necesite (sentarlo a su lado por ejemplo).
- Tener información y conocimiento acerca del TDAH.

### Precauciones
- Evitar el sobrediagnóstico y el sobretratamiento del trastorno por déficit de atención con hiperactividad (TDAH).[134]
- No confundir este trastorno con otros como los trastornos del espectro autista, por ejemplo.

## Pronóstico
Según los conceptos actuales, hasta un 60 % de los niños afectados manifestará el trastorno en su vida adulta. Los síntomas varían en las distintas etapas del desarrollo.
Al observar la evolución a lo largo del tiempo, se aprecia que lo primero que disminuye son los síntomas de la hiperactividad. El 80 % de los pacientes dejan de ser hiperactivos al llegar a los 12 a 14 años. Por esta razón, en épocas pasadas los pediatras afirmaban equivocadamente que había que esperar hasta la pubertad, ya que después «se le iba a pasar». Habitualmente, la impulsividad persiste durante más tiempo, aunque puede ir atenuándose con los años. En cambio, la inatención suele ser muy persistente.
Los síntomas nucleares del trastorno además pueden llevar a otro tipo de consecuencias de carácter secundario: el TDAH se ha asociado con un riesgo mayor de lesiones no intencionales (fracturas, heridas, quemaduras, etc.), y mayor mortalidad.
Determinados factores condicionan una mala evolución del TDAH en el niño:
- Inteligencia límite o discapacidad intelectual.
- Un cuadro de TDAH con sintomatología grave.
- Presencia de otros trastornos de la conducta o de dificultades específicas del aprendizaje.
- Demora en concretar el diagnóstico de TDAH.
- Mala aceptación del TDAH por parte de los padres, el colegio o el entorno social.
- Diagnósticos erróneos.
- Retraso en el comienzo del tratamiento farmacológico.
- Tratamiento farmacológico incorrecto o inadecuado.
- Bajo nivel educativo y socioeconómico de la familia.

## Políticas públicas
- España: desde el 28 de noviembre de 2013, el TDAH (Trastorno por déficit de atención e hiperactividad) quedó reconocido en la LOMCE (Ley orgánica para la mejora de la calidad educativa) como necesidad específica de apoyo educativo. Esta ley contempla un mayor apoyo educativo a las personas con TDAH en las que deberán adoptar las medidas oportunas, tanto organizativas como curriculares, para que los alumnos que presenten necesidad específica de apoyo educativo alcancen los objetivos propuestos en cada uno de los cursos escolares, independientemente de las dificultades que presenten.[136]

- Colombia: el senador colombiano Andrés García Zuccardi y el representante a la Cámara Jorge Tamayo desde 2017 lideran el proyecto de “ley de Inclusión Educativa para las personas con Dislexia, Trastorno por Déficit de Atención con Hiperactividad —TDAH— y otras dificultades de Aprendizaje” en Colombia. En este proyecto ley se contempla que las personas con TDAH tengan un mayor apoyo educativo dirigido para sus necesidades especiales, una mayor protección del Estado, se evite la deserción y el fracaso escolar y evitar las conductas de bullying que pueden sufrir las personas TDAH.[137]

- Argentina: la Fundación Por un Mañana Mejor Salta, ha lanzado varias campañas con el objetivo de juntar firmas para que el Congreso de la Nación Argentina apruebe la ley del Trastorno Déficit de Atención e Hiperactividad (TDAH).[138]

## Día Internacional del Trastorno por Déficit de Atención e Hiperactividad
El Día Internacional del Trastorno por Déficit de Atención e Hiperactividad se conmemora el 13 de julio de cada año.